# مونشوایلر
مونشوایلر (به آلمانی: Mönchweiler) یک شهر در آلمان است که در شوارتسوالد-بار واقع شده‌است. مونشوایلر ۳٬۱۶۸ نفر جمعیت دارد.